# Tribunal de l'entreprise (Belgique)
Pour les autres articles nationaux ou selon les autres juridictions, voir Tribunal de commerce.
En Belgique, le tribunal de l'entreprise (jusqu'en 2018 le tribunal du commerce) est une juridiction spécialisée. Cette juridiction statue en premier ressort sur les litiges entre entreprises, contre les entreprises, et gère les procédures d'insolvabilité.

## Compétence
La compétence du tribunal de l’entreprise est définie par la notion d’« entreprise », qui inclut :  
- toute personne physique exerçant une activité professionnelle à titre indépendant ;
- toute personne morale (sociétés, associations, fondations) ;
- toute autre organisation sans personnalité juridique[2].

La notion d’entreprise est donc très large, englobant notamment :  
- les indépendants ;
- les professions libérales (avocats, médecins, architectes, etc.) ;
- les ASBL, les fondations et les associations de copropriétaires.

Les tribunaux de l’entreprise sont compétents pour toutes les contestations entre entreprises, sauf celles qui relèvent de la compétence d'autres juridictions spécialisées. En ce qui concerne les personnes physiques, leur compétence s'étend aux actes qui ne sont pas manifestement étrangers à l'activité professionnelle de l’entreprise.
Une action dirigée contre une entreprise peut également être portée devant ce tribunal, même si le demandeur n'est pas une entreprise.

## Organisation

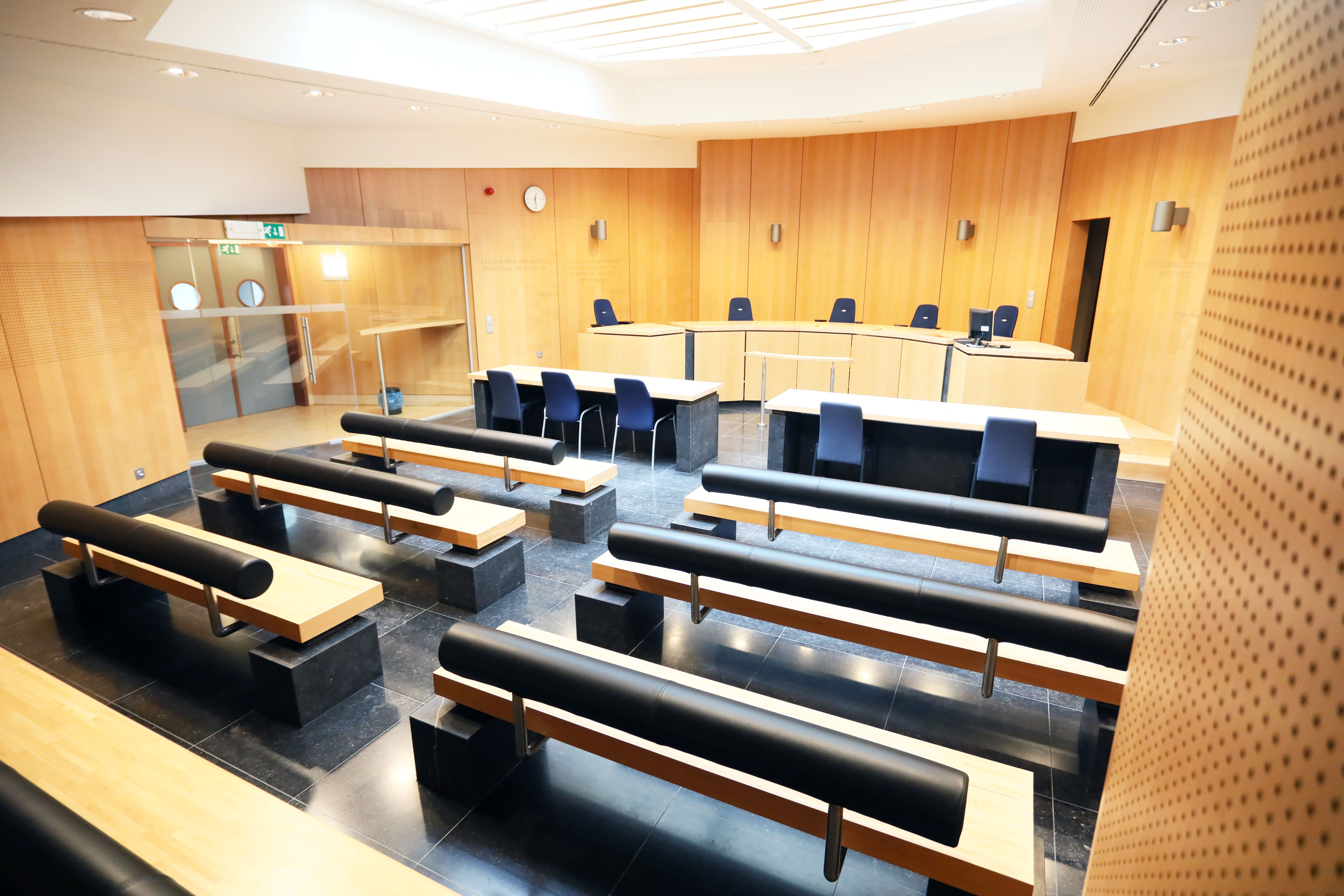
Salle d'audience du tribunal de l'entreprise à Charleroi.

Il existe un tribunal de l’entreprise dans chaque ressort d’une cour d’appel. Au total, la Belgique compte neuf tribunaux de l'entreprise, situés à :  
- Anvers ;
- Bruxelles (francophone et néerlandophone) ;
- Louvain ;
- Gand ;
- Eupen ;
- Hainaut ;
- Liège ;
- Brabant wallon[4].

Certains tribunaux possèdent plusieurs divisions territoriales avec des lieux d'audience distincts, notamment à Anvers, Gand, Hainaut et Liège.
Chaque tribunal est dirigé par un président, magistrat de carrière nommé pour un mandat temporaire. Les tribunaux sont organisés en chambres, dont certaines spécialisées, comme les « chambres des entreprises en difficulté ».
Chaque chambre comprend :  
- un président de chambre, magistrat professionnel ;
- deux juges consulaires, issus du milieu économique, selon le principe de l’échevinage[5].

Les juges consulaires sont nommés pour cinq ans renouvelables, choisis parmi les entrepreneurs, administrateurs de société, comptables, réviseurs d'entreprises, etc.. En plus de leurs activités professionnelles, ils consacrent une partie de leur temps à la magistrature et exercent des fonctions telles que :  
- juges-commissaires dans les faillites ;
- juges-rapporteurs pour auditionner les débiteurs en difficulté ;
- juges-délégués dans les procédures de réorganisation judiciaire.

## Réforme du 15 avril 2018
La loi du 15 avril 2018 a élargi la notion de « commerçant » en introduisant la notion plus inclusive d’« entreprise ». À cette occasion, le « tribunal de commerce » a été renommé « tribunal de l'entreprise ».
Cette réforme a élargi la compétence du tribunal aux litiges impliquant :  
- les personnes physiques exerçant une activité professionnelle indépendante (commerçants, professions libérales, administrateurs) ;
- les personnes morales (sociétés, associations, fondations) ;
- les organisations sans personnalité juridique.

Dans le cadre des procédures d'insolvabilité (réorganisation judiciaire ou faillite), le tribunal peut désigner un curateur ou un administrateur provisoire. Un « cocurateur » peut également être nommé par les ordres ou instituts professionnels concernés, garantissant le respect du secret professionnel.

## Droit de la preuve
La réforme a également modifié le régime de la preuve pour les entreprises :  
- La preuve entre entreprises peut désormais être apportée par tous moyens de droit, sauf disposition légale contraire.
- La comptabilité d'une entreprise peut servir de preuve entre entreprises et a force probante contre elle-même.
- Une facture acceptée par une entreprise a force probante à son égard.